# Петдесет и пети пехотен охридски полк
Петдесет и пети пехотен охридски полк е български пехотен полк, формиран през 1912 година и взел участие в Балканската, Междусъюзническата, Първата и Втората световна война.

## Формиране
Петдесет и пети пехотен охридски полк е формиран на 14 октомври 1912 година в Мустафа паша под името Петдесет и пети пехотен пехотен полк от 12-а, 23-та и 30-а допълваща дружина и е подчинен на 11-a пехотна дивизия. 

## Балкански войни (1912 – 1913)
Полкът участие в Балканските войни, участва в обсадата на Одрин и на 18 август 1913 година, след края на Междусъюзническата война (1913) е разформирован.

## Първа световна война (1915 – 1918)
След като България влиза в Първата световна война (1915 – 1918) полкът е формиран отново на 10 септември 1915 година в Хасково от състава на 10-и и 30-и пехотни полкове. Влиза в състава на 1-ва бригада от 8-а пехотна Тунджанска дивизия. На 12 октомври 1918 година полкът се завръща в Хасково и се разформира, като действащите чинове се превеждат в 10-и пехотен родопски полк.
При намесата на България във войната полкът разполага със следния числен състав, добитък, обоз и въоръжение:
| Числен състав                                       | Добитък   | Обоз                                          | Въоръжение                           |
| --------------------------------------------------- | --------- | --------------------------------------------- | ------------------------------------ |
| Офицери: 37 Чиновници: 2 Подофицери и войници: 4087 | Коне: 433 | Обикновени коли: 62 Товарни: 141 Специални: 3 | Пушки и карабини: 3158 Картечници: 4 |

## Втора световна война (1941 – 1945)
През 1942 година отново е създаден под името 55-и пехотен охридски полк и е част от 15-a пехотна охридска дивизия (5-а армия). След Деветосептемврийския преврат от 1944 година полкът получава заповед да се оттегли към България, но при Битоля е разбит, като част от него е пленена, а друга част се разбягва. Командващият на полка полковник Никола Дренски се самоубива.. Част от войниците – 25 души на брой успяват да се укрият в град Охрид. На 13 срещу 14 октомври 1944 година на охридчани е даден ултиматум да предадат избягалите войници като за заложници са взети видни охридски граждани като директора на охридската гимназия Методи Кецкаров, местния свещеник Тома Каваев и други. Кметът на Охрид Илия Коцарев отказва да предаде войниците. Част от тях с помощта на местните партизани са изведени от града, докато германците го обкръжават. В крайна сметка немският командващ офицер Егерхард Баумгартен се съгласява да бъдат разменени за половин килограм злато на човек. Сума, която е била непосилна и след молби променена на общо 10 килограма за всички войници. Количеството е събрано, но немският командващ връща златото след като
{{цитат|Най-после пристигнал свещеник Тома Каваев и сложил върху златния куп позлатения кръст на черквата „Св. Климент“ с думите: „Свети Климент не вардел и пак ке не вардит!“ Това накарало да трепне сърцето на немеца. Той се трогнал и наредил да бъдат върнати на всички накитите, наполеоните наредил да се използуват за зимната помощ.
Съгласно заповед № 11 от 9 октомври 1944 годипа на командира на 6-а армия, за ликвидирането на полка, както и на частите придадени към него, на 17 октомври 1944 година се формира Ликвидационно бюро в град Дупница. На 20 октомври 1944 година бюрото се е намира в село Самораново, Дупнишко, а от ноември 1944 година се премества на гара Мездра, където действа до началото на април 1945 година.

## Наименования
През годините полкът носи различни имена според претърпените реорганизации:
- Петдесет и пети пехотен полк (14 октомври 1912– 18 август 1913, 10 септември 1915 – 12 октомври 1918)
- Петдесет и пети пехотен охридски полк (1942 – април 1945)

## Командири
- Подполковник Ганчо Георгиев (Балканска война)
- Подполковник (до 10.10.16 полковник) Лазар Василев (до 10 ноември 1916)
- Подполковник Слави Магеранов (Първа световна война)
- Полковник Иван Магеров (1941 – 11 септември 1943)
- Подполковник (от 14.09.43 полковник) Никола Дренски (11 септември 1943 – 1944)